# CA-12 (航空機)

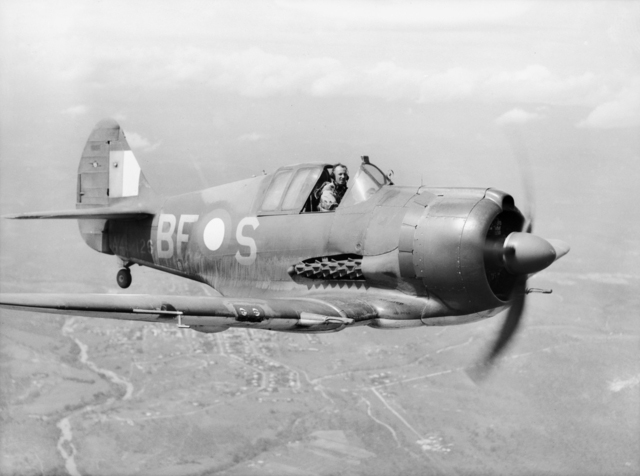
CA-13 ブーメラン Mk II

CAC CA-12 ブーメラン（CAC CA-12 Boomerang）は第二次世界大戦中にオーストラリアのコモンウェルス社（Commonwealth Aircraft Corporation、略称CAC）で開発された戦闘機である。同社がライセンス生産していた練習機ワイラウェイをベースにして開発された機体で、低速だったが運動性がよく武装も強力だったため、主に地上攻撃用の戦闘爆撃機として使用された。
オーストラリア空軍（RAAF）での使用を前提にオーストラリアで計画・製造された最初の戦闘機であった。

## 概要
1941年12月に太平洋戦争が勃発すると、オーストラリアは日本軍の侵攻に対抗できる戦闘機戦力を有していないことが問題となり、練習機であったワイラウェイも戦闘任務に投入しなければならなかった。この対策としてワイラウェイのコンポーネントを利用し単座戦闘機を緊急開発することとなった。基本的にはワイラウェイの主翼、降着装置、尾翼に新規設計の胴体を組み合わせたもので、エンジンは当時入手可能な唯一の高出力エンジン、P&Wツインワスプを装備した。

## 開発
第二次世界大戦勃発後、RAAFの航空機のほとんどは英国製であったが、英国の航空機産業は自国の需要を満たすことさえ困難に陥っていた。一方、米国の企業は膨大な航空機製造能力を有していたが、その生産はこの時点では米国陸軍航空隊（USAAF）と米国海軍（USN）向けであり、両国も日本と交戦中であれば、海外で新しい航空機を製造する能力が見つかっても、戦時中、それらを納入するにはかなりの距離を輸送するため遅延が生じ、特にドイツのUボートや日本の潜水艦による多大な損失のリスクがあった。
1941年後半、 CACのマネージャー兼主任設計者のローレンス・ワケットは、新しい国産戦闘機の設計と製造の可能性を検討し始めた。この構想に対する主な課題は、オーストラリアで戦闘機が製造されたことがなかったという事実であった。ワケットはすぐに、オーストラリアですでに製造されていた航空機の部品を使用することを決定した。当時製造されていた軍用機は、ノースアメリカンNA-16をベースにしたワイラウェイとブリストル ボーフォート爆撃機の2機のみであった。
海外では、NA-16はすでにノースアメリカンNA-50戦闘機(別名P-64)のベースとなっており、ペルー空軍は1941年のエクアドル・ペルー戦争で使用していた。重要なのは、ワイラウェイの製造ライセンス契約に、設計変更を許可する条項がすでに含まれていたことである。そのため、ワケットはワイラウェイの機体を新しい国産戦闘機の設計の出発点として使用することを決定した。この選択には、新たな工具をほとんど必要としないという利点があり、設計にかかる時間を短縮して、製造に取り掛かることができるという効果もあった。
英国では双発爆撃機であるボーフォートの設計を改良し、長距離戦闘機としてボーファイターを開発したが、これは当時求められていた単発の迎撃機のベースとしては適していなかった。しかし、オーストラリア製のボーフォートは、シドニーのリドコムにあるCAC工場でライセンス生産された1,200馬力（890kW）のP&W ツインワスプ R-1830エンジンを使用していた。このエンジンが有利だったもう1つの要因は、すでにアメリカ海軍のグラマンF4Fワイルドキャット戦闘機の動力源として使用されていたことで、これによりツインワスプが国産戦闘機の設計に採用されるのが理にかなった選択となった。
ワケットはすぐに設計者フレッド・デイビッドを採用した。デイビッドは難民としてオーストラリアに来たばかりのユダヤ系オーストリア人で、敵側の外国人にあたるため、オーストラリアの入国管理局に抑留されていた。デイビッドはナチス以前のドイツではハインケルにおいて、また日本では三菱と愛知で働いていたため、CACプロジェクトに適任だった。この過去の経験から、デイビッドは三菱零式艦上戦闘機やハインケルHe112 （メッサーシュミットBf109と同時代の機体で、ヨーロッパの枢軸国空軍が少数使用）など、先進的な戦闘機の設計について優れた知識を持っていた。
1941年12月、CACの経営陣は新しい戦闘機の詳細設計を進める決定をした。社内名称がCA-12であったこの航空機は、ウィラウェイの主翼、尾翼、着陸装置、胴体中央部分を利用して、さらにより大きなツインワスプエンジンを収納する新しい前部胴体と組み合わせて使用した。
1942年2月に105機が発注されると、試作機は3ヶ月余りで完成し同年5月29日に初飛行した。10月には就役を開始し、間もなくニューギニア戦線に投入された。CA-12、CA-13、CA-14、CA-19の各型があり、1942年から1945年までに合わせて約250機生産された。排気タービン装備のCA-14は1機が試作されたが、開発時点でより高速のスピットファイアが入手できるようになっていたため採用されなかった。
実戦では対地攻撃任務が殆どであったため、結局終戦まで日本軍機と交戦することはなかったが、海外からより高性能の戦闘機が供与されるようになるまで充分な役割を果たした。

## スペック
- 全長：7.77 m
- 全幅：10.97 m
- 全高：2.92 m
- 翼面積：20.9 m2
- 全備重量：3,492 kg
- エンジン：P&W ツインワスプ R-1830 空冷14気筒 1,200 hp
- 最大速度：491 km/h
- 実用上限高度：8,800 m
- 航続距離：1,500 km
- 武装
  - イスパノ Mk.II 20 mm機関砲×2
  - ブローニング Mk.II 7.7 mm 機関銃×4
  - 爆弾 227 kg
- 乗員：1名